# Sointula

Sointula est le nom du petit port de pêche de l'île Malcolm, au large de la pointe Nord-Est de l'île de Vancouver en Colombie-Britannique.

## Histoire
Ce port a une histoire très particulière qui lui confère son originalité. 
L'île Malcolm était déserte. Elle est cédée en 1902 par le gouvernement Canadien à un groupe de 127 émigrés finlandais qui avaient décidé de quitter leur emploi de mineur. 

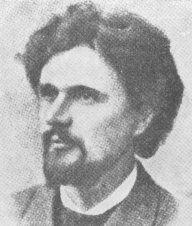
Matti Kurikka

Ils avaient été réunis par Matti Kurikka, un homme d'affaires, journaliste, artiste et utopiste qui les avait convaincu de mettre en œuvre ses théories communistes : Matti Kurikka est contre les religions, et pour l'amour libre. Bien avant le reste du pays, les femmes ont le droit de vote et bénéficient du même salaire que les hommes. Les enfants sont élevés en commun, dans un centre municipal. La communauté s'établit sur l'île et l'appelle Sointula (« harmonie » en finnois). Le projet utopique de communauté communiste égalitaire est développé.

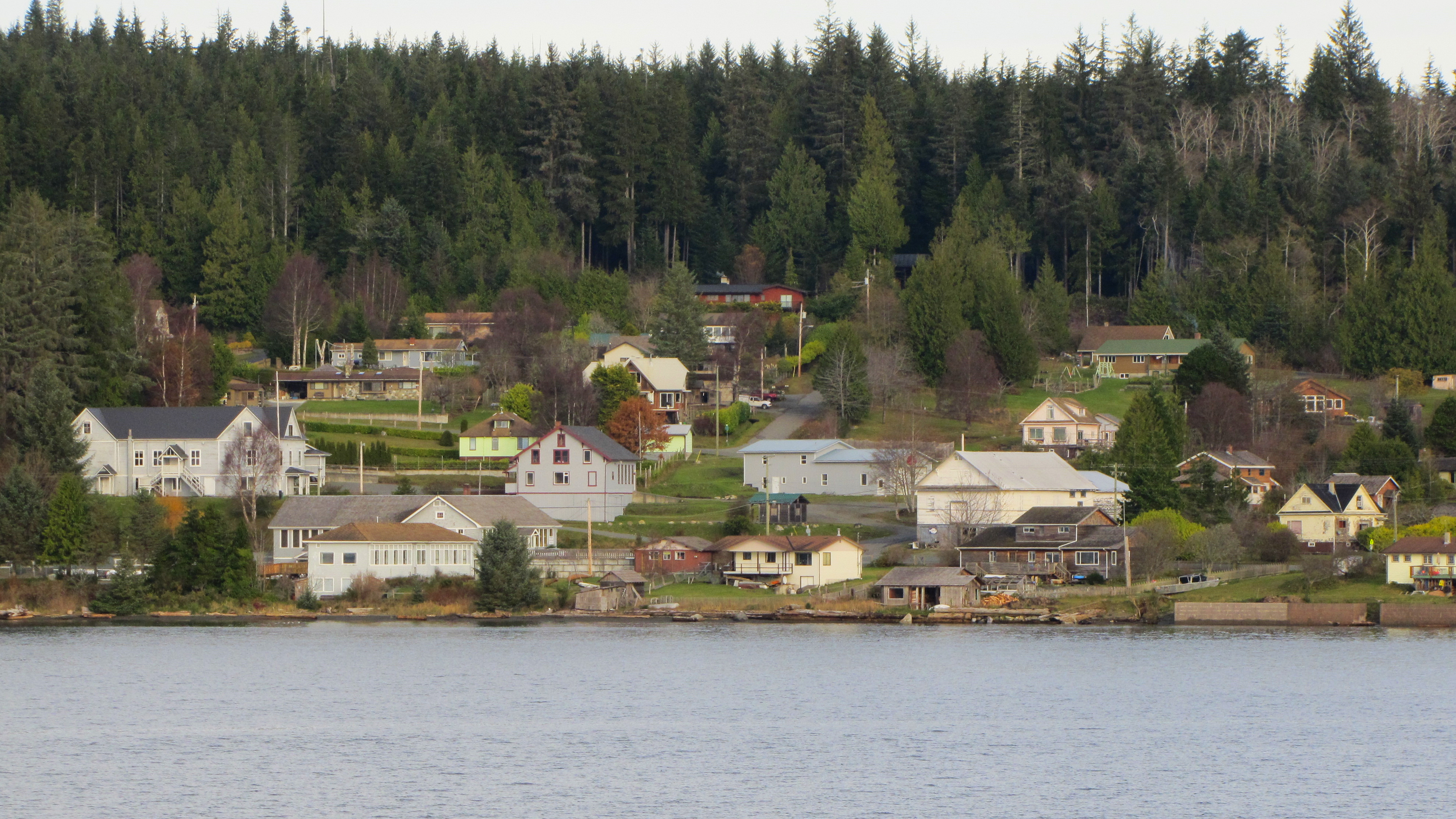
Sointula

Dans un premier temps, ils optent pour une exploitation agricole et forestière, mais, sans expérience, le résultat est désastreux et au bout de quelques années, Kurikka quitte la tête de la communauté et part, accompagné de la moitié des colons. Ceux qui restent se tournent vers la pêche au saumon en coopérative, ce qui assure leur prospérité. La flotte de bateaux progresse jusqu'en 1996, date à laquelle les nouvelles règles de pêche édictées par le Canada restreignent drastiquement les revenus des pêcheurs et plongent l'île dans une récession que seul le tourisme peut enrayer.